# Małżeństwo Marii Braun
Małżeństwo Marii Braun (niem. Die Ehe der Maria Braun) – wyprodukowany w RFN niemiecki film fabularny z 1978 roku w reżyserii Rainera Wernera Fassbindera. Dramat filmowy o zwyczajnej Niemce, uosabiającej całe społeczeństwo w trudnej powojennej dekadzie lat 1945–1954, w burzliwym etapie historycznych przemian od wojny po czas gospodarczej stabilizacji.
Zdjęcia kręcono w Berlinie i Coburgu. Pierwszy pokaz filmu odbył się 22 maja 1978 podczas 31. MFF w Cannes. 20 lutego 1979 film zaprezentowano w konkursie głównym na 29. MFF w Berlinie, gdzie zdobył Srebrnego Niedźwiedzia dla najlepszej aktorki dla Hanny Schygulli.

## Fabuła
Młoda dziewczyna, Maria (Hanna Schygulla), pochodząca z drobnomieszczańskiej rodziny pod koniec wojny bierze ślub z Hermanem Braunem (Klaus Löwitsch). Z mężem spędza zaledwie pół dnia i jedną noc. Hermann jest żołnierzem i wyjeżdża na front wschodni. Kończy się wojna. Wkrótce Maria dowiaduje się o jego śmierci. Pozostaje wraz z matką i siostrą bez środków do życia i decyduje się na pracę jako barmanka w lokalu dla żołnierzy amerykańskich. Niespodziewanie wraca z niewoli mąż i zastaje ją z czarnoskórym kochankiem Billem (George Byrd), który ginie w trakcie bójki. Herman bierze winę na siebie i zostaje skazany na długie lata więzienia. Zaczyna się okres odbudowy kraju, a następnie ekonomicznej prosperity. Maria, zachowując pamięć swej romantycznej miłości, rozpoczyna życie niezwykle energicznej, lecz cynicznej i bezwzględnej bizneswoman.

## Obsada
- Hanna Schygulla jako Maria Braun
- Klaus Löwitsch jako Hermann Braun
- Ivan Desny jako Karl Oswald
- Gisela Uhlen jako matka
- Elisabeth Trissenaar jako Betti Klenze
- Gottfried John jako Willi Klenze
- Hark Bohm jako Senkenberg
- George Byrd jako Bill
- Claus Holm jako lekarz
- Günter Lamprecht jako Hans Wetzel
- Anton Schiersner jako Grandpa Berger
- Sonja Neudorfer jako pielęgniarka Czerwonego Krzyża
- Volker Spengler jako konduktor w pociągu
- Isolde Barth jako Vevi
- Lilo Pempeit jako Mrs. Ehmke
- Bruce Low jako Amerykanin na konferencji
- Günther Kaufmann jako Amerykanin w pociągu
- Karl-Heinz von Hassel jako prokurator
- Hannes Kaetner jako sędzia
- Kristine de Loup jako notariusz

## Nagrody
- 29. MFF w Berlinie: 1979
  - Reader Jury of the „Berliner Morgenpost”
  - Srebrny Niedźwiedź dla najlepszej aktorki: Hanna Schygulla
- Niemiecka Nagroda Filmowa 1979
- MFF w Figueira da Foz 1979
  - Grand Prize
- National Board of Review 1979
- New York Film Critics Circle Awards 1979
- David di Donatello 1980
  - Special David Hanna Schygulla
- National Society of Film Critics Awards 1980
- London Critics Circle Film Awards 1981
- Niemiecka Nagroda Filmowa 1989